# جودي كارنيه
جودي كارنيه (بالإنجليزية: Judy Carne)‏ هي ممثلة بريطانية، ولدت في 27 أبريل 1939 في المملكة المتحدة، وتوفيت بنفس المكان في 3 سبتمبر 2015 بسبب ذات الرئة.

## وصلات خارجية
- جودي كارنيه على موقع IMDb (الإنجليزية)
- جودي كارنيه على موقع ألو سيني (الفرنسية)
- جودي كارنيه على موقع أول موفي (الإنجليزية)
- جودي كارنيه على موقع قاعدة بيانات برودواي على الإنترنت (الإنجليزية)
- جودي كارنيه على موقع قاعدة بيانات برودواي على الإنترنت (الإنجليزية)
- جودي كارنيه على موقع إن إن دي بي (الإنجليزية)
- جودي كارنيه على موقع ديسكوغز (الإنجليزية)
- جودي كارنيه على موقع قاعدة بيانات الفيلم (الإنجليزية)
- جودي كارنيه على موقع كينوبويسك (الروسية)